# Saison 2017-2018 du Racing 92
Cette page présente la saison 2017-2018 du Racing 92 en Top 14 et en coupe d'Europe.

## Entraîneurs
- Laurent Travers (entraîneur des avants)
- Laurent Labit (entraîneur des arrières)
- Ronan O'Gara (entraîneur de la défense et du jeu au pied) jusqu'au 31 décembre 2017
- Chris Masoe (responsable des skills puis entraîneur de la défense)
- Casey Laulala (responsable des skills) à partir du 1er janvier 2018

## La saison

### Faits marquants
Cette saison marque la dernière passée au Stade olympique Yves-du-Manoir. Le club prenant possession de son nouveau stade, la U Arena le 22 décembre 2017, lors de la 13e journée de Top 14 et la réception du Stade toulousain.

### Récit de la saison

#### Août 2017
J1: en ouverture de la saison, le Racing 92 reçoit le Castres olympique. Les visiteurs dominent la partie, mais craquent dans les 10 dernières minutes. Les Franciliens s'imposent et les Castrais repartent avec le bonus défensif (25-21).

#### Septembre 2017
J2: en déplacement sur la pelouse du SU Agen, le Racing 92 est réduit à 14 peu avant la mi-temps à la suite du carton rouge reçu par Anthony Tuitavake pour un plaquage illicite. Un essai dans les dernières minutes permet au racingmens d'arracher le point de bonus défensif (23-19).
J3: le Racing 92 rencontre le CA Brive sur ses terres. Bons derniers avec 0 point inscrit, les Brivistes perdent à domicile. Le Racing 92 repart avec le bonus offensif (6-25).
J4: pour cette 4e journée, les Alto-séquanais reçoivent le champion de Pro D2, l'US Oyonnax. La première mi-temps est maitrisée par le Racing 92, qui tient le bonus offensif à la pause. Remotivés, les visiteurs marquent au retour des vestiaires et empêchent le Racing d'empocher une victoire à 5 points (25-13).
J5: le stade Marcel-Michelin est le théâtre de l'affrontement entre les 2 derniers champions de France. L'ASM Clermont s'impose au terme d'un match très disputé, le Racing 92 décroche le bonus défensif (21-23).
J6: le Lyon OU s'impose au Stade olympique Yves-du-Manoir, le Racing 92 enregistre sa première défaite de la saison à domicile (17-20).

#### Octobre 2017
J7: dans un stade Marcel-Deflandre à guichet fermé, le Stade rochelais sort vainqueur d'un match étriqué. C'est la première fois depuis le début de la saison que le Racing 92 ne marque aucun point pour le championnat (16-9).
J1 ERCC1: le Racing 92 attaque la Coupe d'Europe par la réception des Leicester Tigers. Les Franciliens sont cueillis à froid par les Anglais et encaissent les premiers points. Le Racing 92 se reprend et triomphe dans la douleur (22-18).
J2 ERCC1: un an après le tragique décès d'Anthony Foley, le Racing 92 et le Munster se retrouvent. La province irlandaise ayant l'avantage du terrain. Sous un temps pluvieux et venteux, le score ne se débloque qu'à la 61e minute par un contre de Conor Murray, suivi d'un second à la 70e. Les joueurs franciliens batailleront pour arracher le point de bonus défensif dans les dernières minutes (14-7).
J8: le club francilien reçoit l'Union Bordeaux Bègles, la première période est à l'avantage des Bordelais qui rentrent aux vestiaires avec 1 point d'avance. La tendance s'inverse lors de la seconde mi-temps, les locaux inscrivent 3 essais et gagnent le match. La partie est marquée par les 3 cartons rouges distribués par Alexandre Ruiz, 2 côté francilien et 1 côté bordelais (29-13).

#### Novembre 2017
J9: la Section paloise se déplace sur la pelouse du Racing 92. La rencontre est équilibrée, les 2 équipes se rendant points pour points. La victoire semble acquise pour les Palois, mais dans les dernières minutes, un jeu au pied de Patrick Lambie réceptionné et aplati par Marc Andreu dans l'en-but viendra récompenser les joueurs du Racing 92 (32-20).
J10: les Franciliens jouent sur le terrain du RC Toulon. La première mi-temps est dominée par les toulonnais, mais les visiteurs profitent des nombreuses fautes de leurs adversaires pour remonter et s'imposer à l'extérieur (29-40).
J11: la réception du Montpellier HR se résume à une rencontre à sens unique. Les Héraultais cumulent les fautes et ne marquent aucun point au cours de cette rencontre. Le Racing 92 remporte le match avec le bonus offensif (26-0).

#### Décembre 2017
J12: le Racing 92 se déplace chez son rival de toujours, le Stade français Paris. Les Parisiens profitent des erreurs de défense de leurs voisins pour marquer 3 essais en première mi-temps. Le derby est remporté par les stadistes (27-17).
J3 ERCC1: les ciels et blancs se déplacent à Castres pour cette 3e journée. La première période se conclut sur un score de parité. Au retour des vestiaires, le Racing 92 prend le score, mais est rejoint puis dépassé par les Tarnais qui mènent de 3 points en fin de partie. Les hommes de Laurent Labit et Laurent Travers ont la possibilité de revenir au score et ainsi arracher le match nul par 2 fois dans les arrêts de jeu, mais les 2 tentatives de pénalité passeront à droite des poteaux. Les Franciliens repartent avec un précieux point de bonus défensif (16-13).
J4 ERCC1: pour sa dernière au Stade olympique Yves-du-Manoir, le club francilien reçoit le Castres olympique. Les locaux s'appuient sur un jeu d'avant, en marquant les 3 premiers essais sur ballon porté après touche. Un quatrième essai en fin de partie permettra au Racing 92 de décrocher le bonus offensif. Grâce à cette victoire à 5 points, les racingmen se relancent dans la course à la qualification pour les quarts de finale (29-7).
J13: le club des Hauts-de-Seine inaugure la U Arena en recevant le Stade toulousain. La première période est maitrisée par les ciels et blancs, la seconde sera plus compliquée avec une remontée des Toulousains. La rencontre se conclut par une victoire du Racing 92, Toulouse engrange le bonus défensif (23-19).
Au terme de la phase aller, le Racing 92 compte 8 victoires et 5 défaites. Avec 37 points, l'équipe se classe 4e de la phase régulière et détient une place de barragiste.
J14: le dernier match de l'année 2017 se déroule sur la pelouse synthétique du stade Charles-Mathon. Le seul essai du match est à mettre au crédit de Marc Andreu sur interception. Le Racing 92 triomphe modestement, Oyonnax récupère le bonus défensif (12-16).

#### Janvier 2018
J15: le Racing 92 reçoit son successeur au palmarès du championnat de France. Marqué par un nombre important de joueurs indisponibles, notamment sur les lignes arrière, Clermont-Ferrand se déplace à Nanterre avec une équipe issue du centre de formation. Les locaux attaquent d'entrée en inscrivant 2 essais dans les 10 premières minutes. Le reste de la première période est équilibré et l’ASM Clermont résiste. La seconde période est dominée par le Racing 92. Le fait marquant de ce match est la sortie sur K.-O. du jeune Ailier clermontois Samuel Ezeala à la suite d'un gros contact avec Virimi Vakatawa. Il s'agit de la plus lourde défaite enregistrée par les Jaunards pour la saison en cours, le Racing 92 décroche le bonus offensif (58-6).
J5 ERCC1: le Racing 92 débute sa rencontre contre le Munster comme la semaine passée en marquant d'entrée son premier essai. Les 20 premières minutes seront à leur avantage, la suite de la première mi-temps sera dominée par les Irlandais. À 6 minutes de la fin de la rencontre, le Munster est toujours en tête de 2 points, le salut des ciels et blancs viendra de Donnacha Ryan. L'ancien joueur de la province irlandaise s'impose sur un ballon de renvoi, il permettra alors à son équipe d'obtenir la pénalité de la gagne. Une fois cette pénalité passée, les racingmen courent tout droit vers la victoire (34-30).
J6 ERCC1: ce dernier match de poule a des airs de huitième de finale, la victoire est impérative si le Racing 92 veut se qualifier pour les phases finales. C'est donc dans un stade de Welford Road sous la neige que le match a lieu. Les Franciliens marquent leur territoire d'entrée en inscrivant 2 essais dans le premier quart d'heure. Les Anglais remontent au score par le pied de leur ouvreur George Ford, puis égalisent en début de seconde mi-temps. La fin de match sera un duel de buteurs et c'est le club français qui en sortira vainqueur. Grâce à ce succès en terre anglaise, le Racing 92 décroche sa place pour les quarts de finale où ils retrouveront l'ASM Clermont (20-23).
J16: en ce samedi soir, l'équipe francilienne se déplace à Castres, il s'agit de la 4e confrontation entre les 2 équipes cette saison. Le Racing s'impose sur l'ancienne terre de ses 2 entraineurs(13-18).

#### Février 2018
J17: (19-12).
J18: (24-15).

#### Mars 2018
J19: La mauvaise nouvelle du soir intervient à la 66e minute avec la blessure de Brice Dulin, gravement blessé, sa saison est terminée (17-13).
J20: (41-3).
J21: un an après l'épisode de la fusion avortée, les 2 équipes franciliennes se retrouvent. Il s'agit du premier derby à la U Arena. Les 2 équipes se situent aux extrémités du classement, Alors que le Racing se bat pour une qualification directe en demi-finale, le Stade français Paris lutte pour son maintien dans l'élite du rugby français. Les visiteurs imposent leur jeu et leur agressivité d'entrée. Les Soldats Roses, jouant en vert pour fêter la Saint-Patrick, remportent le 1er round et rentrent aux vestiaires en tête de 7 points. La mi-temps ne sera pas de tout repos pour les ciels et blancs qui se feront remonter les bretelles par leur président. Remotivés, ils entament la 2de période sur les chapeaux de roue. Teddy Thomas signera un doublé en 5 minutes et un dernier essai de Marc Andreu viendra sceller la victoire du Racing. Une interception en toute fin de match permettra aux Parisiens d'inscrire un dernier essai, la transformation passe à côté, ce qui prive le Stade français d'un précieux point de bonus défensif. Un fait de match intéressant est à noter, il s'agit du remplacement surprise de Dan Carter à la 45e minute. Peu tranchant et précis au pied, il laisse sa place à Patrick Lambie (28-22).
J22: le Racing se déplace sur la pelouse du Lyon OU, seul adversaire à avoir réussi à triompher à Yves-du-Manoir. La première période est équilibrée, aucune des 2 équipes n'arrive à concrétiser ses temps forts. Les seuls points seront marqués par les buteurs. Il faudra attendre les 40 dernières minutes pour voir le jeu se mettre en place. Les Franciliens rentrent avec une victoire précieuse en vue des phases finales (22-24).

#### Avril 2018
Quart de finale ERCC1: la Coupe d'Europe reprend ses droits avec les quarts de finale. Sorti premier de sa poule, l'ASM Clermont a l'avantage du terrain et reçoit le Racing dans le seul duel franco-français de ses quarts. Les 20 premières minutes sont à l'avantage des locaux. Les racingmen trop indisciplinés sont pénalisés à de nombreuses reprises, permettant à Morgan Parra d'ouvrir le score. Marc Andreu lancera la révolte des Altoséquanais avec une relance depuis ces 22 mètres qui mènera 80 mètres plus loin à l'essai de Leone Nakarawa. Peter Betham répondra au Fidjien en marquant un essai en bout de ligne, l'action démarre d'un mêlée suivie d'une redoublée entre Morgan Parra et son demi d'ouverture, Patricio Fernandez qui crée une brèche dans la défense francilienne. Réduit au poste de remplaçant de Patrick Lambie depuis le derby, Dan Carter fait son entrée à la 60e minute. Tranchant dès ses premiers ballons touchés, il permettra de créer le décalage et à Andreu de marquer le second essai du Racing après arbitrage vidéo à la suite d'une suspicion d'en-avant. Quelques minutes plus tard, un troisième essai marqué en force par Boris Palu viendra sceller la victoire du Racing. Cette victoire permet aux Franciliens de continuer l'aventure européenne, mais également de recevoir le Munster au stade Chaban-Delmas. La saison noire de Clermont continue, sa seule chance de se qualifier pour la Coupe d'Europe 2018-2019 venant de s'éteindre (17-28).
J23: (17-13).
J24: (42-27).
Demi-finale ERCC1: le Racing joue sa demi-finale de Coupe d'Europe à Bordeaux, loin de ses terres. Les Munstermen peuvent compter sur les supporters de la Red Army venus en masse depuis Limerock ou Cork. Les Franciliens mettent très vite la main sur le ballon et mettent la pression sur les Irlandais. Il ne faudra attendre que 4 minutes pour voir le premier essai, il sera l'oeuvre de Teddy Thomas depuis son aile droite. La seconde attaque du Racing fera mouche également. Virimi Vakataka déchire le rideau défensif du Munster, fixe le dernier défenseur et sert parfaitement Thomas qui file vers l'en-but. Le 3e essai viendra encore une fois d'une action de Thomas, il se fraie un passage dans la défense et file pour aplatir derrière les poteaux. Alors parti pour signer un triplé, Thomas offre l'essai à son capitaine Maxime Machenaud, originaire de Bordeaux. La première mi-temps est dominée par le Racing qui rentre aux vestiaires avec 21 points d'avance. La seconde période sera à l'avantage du Munster, les Franciliens préférant gérer leur avance et défendre. Les Irlandais marqueront par 3 fois, mais ils n'arriveront pas à combler l'écart. Au terme d'un match maitrisé, le Racing 92 décroche son ticket pour la finale, où ils affronteront le Leinster à Bilbao (27-22).
J25: une semaine après sa victoire en demi-finale de Coupe d'Europe, le Racing retrouve la pelouse de Chaban-Delmas pour affronter l'Union Bordeaux Bègles. La rencontre débute sous un temps pluvieux et laisse peu de place au jeu, les seuls points inscrits seront sur pénalité. En seconde période, les Ciels et Blancs se nourriront des trop nombreuses erreurs bordelaises. Baptiste Serin voulant intercepter une passe, volleye le ballon dans son camp, Louis Dupichot n'a plus qu'à le pousser au pied et l'aplatir dans l'en-but. 2 interceptions sont à mettre au compte de Juan Imhoff, dont une dans ses propres 22m. 3 minutes avant la sirène, les locaux privent les joueurs du Racing du bonus offensif. Bonus regagné quelques minutes plus tard sur la dernière action du match. La mauvaise nouvelle du jour est la grave blessure de Maxime Machenaud, victime d'un rupture des ligaments croisés d'un genou, il devrait être écarté des terrains entre 8 et 9 mois (15-39).

#### Mai 2018
J26: ce dernier match de la saison régulière est délocalisé à Vannes. L'enjeu pour les racingmen est la conservation de leur 2e place au championnat, et ainsi le qualifier directement en demi. De son côté, le SU Agen est déjà assuré de se maintenir dans l'élite du rugby français. C'est donc avec une équipe composée de 23 JIFF qui est alignée par ce dernier. Le Racing prend rapidement l'avantage, pour ne plus le quitter. À l'issue de cette rencontre, les Alto-séquanais se qualifient directement pour les demi-finales de TOP 14, leur adversaire sera le vainqueur du barrage entre le Stade toulousain et le Castres olympique (42-13).

### Finale ERCC1
Le Racing 92 est battu par Leinster 12 à 15.
| 12 mai 2018 17 h 45 | Leinster                                                  | 15 - 12 (6 - 6) | Racing 92                                    | Stade San Mamés, Bilbao 52 282 spectateurs Arbitre : Wayne Barnes |
| 12 mai 2018 17 h 45 | Pénalité(s) : 5 Sexton (17e, 39e, 54e), Nacewa (74e, 79e) |                 | Pénalité(s) : 4 Iribaren (4e, 22e, 45e, 71e) | Stade San Mamés, Bilbao 52 282 spectateurs Arbitre : Wayne Barnes |
| 12 mai 2018 17 h 45 |                                                           |                 |                                              | Stade San Mamés, Bilbao 52 282 spectateurs Arbitre : Wayne Barnes |

(mt : 6 - 6)
Points marqués :
- Leinster  : 
5 pénalités Sexton (17e, 39e, 54e), Nacewa (74e, 79e)
- Racing 92  : 
4 pénalités Iribaren (4e, 22e, 45e, 71e)

Évolution du score : 0-3, 3-3, 3-6, 6-6, mt, 6-9, 9-9, 9-12, 12-12, 15-12.
Arbitre : Wayne Barnes 
Résumé
| Leinster · Titulaires · Rob Kearney 15 · Jordan Larmour 14 · Garry Ringrose 13 · Robbie Henshaw 12 · Isa Nacewa 11 · Jonathan Sexton 10 · 62e Luke McGrath 9 · 62e Jordi Murphy 8 · Dan Leavy 7 · Scott Fardy 6 · James Ryan 5 · Devin Toner 4 · 66e Tadhg Furlong 3 · 62e Sean Cronin 2 · 56e Cian Healy 1 · Remplaçants · 62e James Tracy 16 · 56e Jack McGrath 17 · 66e Andrew Porter 18 · Rhys Ruddock 19 · 62e Jack Conan 20 · 62e Jamison Gibson-Park 21 · Joey Carbery 22 · Rory O'Loughlin 23 · Entraîneurs · Leo Cullen · Stuart Lancaster · Girvan Dempsey · |  | Racing 92 · Titulaires · 15 Louis Dupichot 30e 38e · 14 Teddy Thomas · 13 Virimi Vakatawa · 12 Henry Chavancy · 11 Marc Andreu · 10 Patrick Lambie 3e · 9 Teddy Iribaren · 8 Yannick Nyanga · 7 Bernard Le Roux 69e · 6 Wenceslas Lauret · 5 Donnacha Ryan · 4 Leone Nakarawa · 3 Cedate Gomes Sa 55e · 2 Camille Chat 59e · 1 Eddy Ben Arous 55e · Remplaçants · 16 Ole Avei 59e · 17 Vasil Kakovin 55e · 18 Census Johnston 55e · 19 Boris Palu · 20 Baptiste Chouzenoux 69e · 21 Antoine Gibert · 22 Rémi Talès 3e · 23 Joe Rokocoko 30e 38e · Entraîneurs · Laurent Labit · Laurent Travers · Chris Masoe |

### Demi-finale TOP 14
Le Racing 92 est battu par Castres olympique, futur champion de France, 14 à 16.
| Samedi 26 mai 2018 16 h 45 | Racing 92 | 14 - 19 (14 - 16) | Castres olympique | Groupama Stadium, Décines-Charpieu 56 272 spectateurs Arbitre : Alexandre Ruiz |
| Samedi 26 mai 2018 16 h 45 | Essai(s) : 2 Imhoff (19e), Dupichot (25e) Transformation(s) : 2 Iribaren (19e, 25e) Carton(s) jaune(s) : 1 Tameifuna (40e) |                   | Essai(s) : 1 Vaipulu (8e) Transformation(s) : 1 Urdapilleta (8e) Pénalité(s) : 4 Urdapilleta (11e, 33e, 40e, 64e) Carton(s) jaune(s) : 1 Dumora (66e) | Groupama Stadium, Décines-Charpieu 56 272 spectateurs Arbitre : Alexandre Ruiz |
| Samedi 26 mai 2018 16 h 45 | |                   | | Groupama Stadium, Décines-Charpieu 56 272 spectateurs Arbitre : Alexandre Ruiz |

| Titulaires · 25e Louis Dupichot 15 · Teddy Thomas 14 · Virimi Vakatawa 13 · 75e Henry Chavancy 12 · 19eJuan Imhoff 11 · Rémi Talès 10 · Teddy Iribaren 9 · 42e 51e (cap.) Yannick Nyanga 8 · Baptiste Chouzenoux 7 · Wenceslas Lauret 6 · 75e Leone Nakarawa 5 · Bernard Le Roux 4 · 40e à 50e 75e Ben Tameifuna 3 · 64e Camille Chat 2 · 59e Eddy Ben Arous 1 · Remplaçants · 64e Ole Avei 16 · 59e Vasil Kakovin 17 · 75e Boris Palu 18 · 64e Antonie Claassen 19 · 75e Antoine Gibert 20 · Benjamin Dambielle 21 · Joe Rokocoko 22 · 42e 51e 75e Cedate Gomes Sa 23 · Entraîneur · Laurent Travers, Laurent Labit |  | Titulaires · 15 Julien Dumora 66e à 76e · 14 Armand Battle · 13 Thomas Combezou · 12 Afusipa Taumoepeau 75e · 11 David Smith · 10 Benjamín Urdapilleta · 9 Rory Kockott · 8 Maama Vaipulu 8e · 7 Anthony Jelonch 66e · 6 Mathieu Babillot (cap.) · 5 Loïc Jacquet · 4 Thibault Lassalle 29e · 3 Daniel Kotze 66e · 2 Marc-Antoine Rallier 59e · 1 Antoine Tichit 66e · Remplaçants · 16 Kévin Firmin 59e · 17 Tudor Stroe 66e · 18 Rodrigo Capo Ortega 29e · 19 Alex Tulou · 20 Florian Vialelle 75e · 21 Ludovic Radosavljevic · 22 Steve Mafi 66e · 23 Paea Fa'anunu 66e · Entraîneur · Christophe Urios |

## Effectif 2017-2018
| Nom                       | Poste            | Naissance         | Nationalité sportive | Sélections (pts marqués) | Dernier club             | Arrivée au club (année) | JIFF |
| ------------------------- | ---------------- | ----------------- | -------------------- | ------------------------ | ------------------------ | ----------------------- | ---- |
| Viliamu Afatia            | Pilier           | 25 avril 1990     | Samoa                |                          | SU Agen                  | 2016                    | non  |
| Eddy Ben Arous            | Pilier           | 25 août 1990      | France               |                          | US Tours                 | 2008                    | oui  |
| Luc Ducalcon              | Pilier           | 2 janvier 1984    | France               |                          | Castres olympique        | 2012                    | oui  |
| Cedate Gomes Sa           | Pilier           | 7 août 1993       | France               |                          | Saint-Nazaire            | 2011                    | oui  |
| Census Johnston           | Pilier           | 6 mai 1981        | Samoa                |                          | Stade toulousain         | 2017                    | non  |
| Vasil Kakovin             | Pilier           | 1er décembre 1989 | Géorgie              |                          | Stade toulousain         | 2017                    | oui  |
| Ben Tameifuna             | Pilier           | 30 août 1991      | Tonga                |                          | Waikato                  | 2015                    | non  |
| Teddy Baubigny            | Talonneur        | 2 septembre 1998  | France               |                          | Rugby club pays de Meaux | 2013                    | oui  |
| Camille Chat              | Talonneur        | 18 décembre 1995  | France               |                          | Formé au club            | 2013                    | oui  |
| Dimitri Szarzewski (cap.) | Talonneur        | 26 janvier 1983   | France               |                          | Stade français           | 2012                    | oui  |
| Patricio Albacete         | 2e ligne         | 9 février 1981    | Argentine            |                          | Stade toulousain         | 2017                    | non  |
| Manuel Carizza            | 2e ligne         | 23 août 1984      | Argentine            |                          | Stormers                 | 2015                    | non  |
| Edwin Maka                | 2e ligne         | 25 février 1995   | Tonga                | -                        | Stade toulousain         | 2017                    | oui  |
| Leone Nakarawa            | 2e ligne         | 2 avril 1988      | Fidji                |                          | Glasgow Warriors         | 2016                    | non  |
| Bernard Le Roux           | 2e ligne         | 14 janvier 1995   | Afrique du Sud       | -                        | Bulls                    | 2016                    | non  |
| Donnacha Ryan             | 2e ligne         | 11 décembre 1983  | Irlande              | Drapeau : Irlande        | Munster                  | 2017                    | non  |
| Baptiste Chouzenoux       | 3e ligne         | 7 août 1993       | France               | -                        | Aviron bayonnais         | 2017                    | oui  |
| Wenceslas Lauret          | 3e ligne         | 28 mars 1989      | France               |                          | Biarritz olympique       | 2013                    | oui  |
| Bernard Le Roux           | 3e ligne         | 4 juin 1989       | France               |                          | Boland Cavaliers         | 2009                    | oui  |
| Yannick Nyanga            | 3e ligne         | 19 décembre 1983  | France               |                          | Stade toulousain         | 2015                    | oui  |
| Boris Palu                | 3e ligne         | 4 février 1993    | France               | -                        | 2010                     | oui                     |      |
| Matthieu Voisin           | 3e ligne         | 16 mai 1996       | France               | -                        | Formé au club            | 2007                    | oui  |
| Antonie Claassen          | 3e ligne         | 20 septembre 1984 | France               |                          | Castres olympique        | 2014                    | oui  |
| So'otala Fa'aso'o         | 3e ligne         | 2 octobre 1994    | Nouvelle-Zélande     |                          | Counties Manukau         | 2016-                   | non  |
| Xavier Chauveau           | Demi de mêlée    | 14 octobre 1992   | France               | -                        | Formé au club            | 2013                    | oui  |
| Teddy Iribaren            | Demi de mêlée    | 25 septembre 1990 | France               |                          | CA Brive                 | 2017                    | oui  |
| Maxime Machenaud          | Demi de mêlée    | 30 décembre 1988  | France               |                          | SU Agen                  | 2012                    | oui  |
| Dan Carter                | Demi d'ouverture | 5 mars 1982       | Nouvelle-Zélande     |                          | Crusaders                | 2015                    | non  |
| Benjamin Dambielle        | Demi d'ouverture | 15 juillet 1985   | France               | -                        | Stade rochelais          | 2012                    | oui  |
| Patrick Lambie            | Demi d'ouverture | 17 octobre 1990   | Afrique du Sud       |                          | Sharks                   | 2017                    | non  |
| Rémi Talès                | Demi d'ouverture | 2 mai 1984        | France               |                          | Castres olympique        | 2015                    | oui  |
| Franck Pourteau           | Demi d'ouverture | 1er avril 1996    | France               | -                        | Stade toulousain         | 2016                    | oui  |
| Simon Bienvenu            | Centre           | 7 mars 1996       | France               | -                        | Stade toulousain         | 2017                    | oui  |
| Henry Chavancy            | Centre           | 22 mai 1988       | France               |                          | Formé au club            | 2007                    | oui  |
| Casey Laulala             | Centre           | 3 mai 1982        | Nouvelle-Zélande     |                          | Munster Rugby            | 2014                    | non  |
| Anthony Tuitavake         | Centre           | 12 février 1982   | Nouvelle-Zélande     |                          | Montpellier HR           | 2016                    | non  |
| Virimi Vakatawa           | Centre           | 1er mai 1992      | Fidji                |                          | Sans club                | 2017                    | oui  |
| Albert Vulivuli           | Centre           | 26 mai 1985       | Fidji                |                          | ASM Clermont             | 2016                    | non  |
| Marc Andreu               | Ailier           | 27 décembre 1985  | France               |                          | Castres olympique        | 2013                    | oui  |
| Louis Dupichot            | Ailier           | 23 septembre 1995 | France               | -                        | Section paloise          | 2017                    | oui  |
| Juan Imhoff               | Ailier           | 11 mai 1988       | Argentine            |                          | Duendes RC               | 2011                    | non  |
| Joe Rokocoko              | Ailier           | 6 juin 1983       | Nouvelle-Zélande     |                          | Aviron bayonnais         | 2015                    | non  |
| Teddy Thomas              | Ailier           | 18 septembre 1993 | France               |                          | Biarritz olympique       | 2014                    | oui  |
| Brice Dulin               | Arrière          | 13 avril 1990     | France               |                          | Castres olympique        | 2014                    | oui  |

## Calendrier et résultats
| Date                       | Catégorie               | Adversaire            | Lieu | Score   | Essais du Racing 92                                                                                          | Class. | Public |
| -------------------------- | ----------------------- | --------------------- | ---- | ------- | --- | ------ | ------ |
| Vendredi 11 août 2017      | Amical                  | Aviron bayonnais      | Ext. | 35 - 28 | Afatia (9e), Imhoff (19e), Lauret (39e), Tuitavake (55e)                                                     | -      |        |
| Vendredi 18 août 2017      | Amical                  | Stade toulousain      | Ext. | 19 - 14 | Nyanga, Thomas                                                                                               | -      |        |
| Samedi 26 août 2017        | 1re journée de Top 14   | Castres olympique     | Dom. | 25 - 21 | Tuitavake (34e), Imhoff (69e), Dupichot (77e)                                                                | 6e     | 5 865  |
| Samedi 2 septembre 2017    | 2e journée de Top 14    | SU Agen               | Ext. | 23 - 19 | Dulin (20e), Thomas (47e), Le Roux (80e+1)                                                                   | 6e     | 6 576  |
| Samedi 9 septembre 2017    | 3e journée de Top 14    | CA Brive              | Ext. | 6 - 25  | Afatia (3e), Chavancy (44e), Vakatawa (80e)                                                                  | 2e     | 9 447  |
| Dimanche 17 septembre 2017 | 4e journée de Top 14    | US Oyonnax            | Dom. | 25 - 13 | Nakarawa (12e), Vakatawa (31e), Andreu (37e)                                                                 | 2e     | 5 830  |
| Samedi 23 septembre 2017   | 5e journée de Top 14    | ASM Clermont          | Ext. | 23 - 21 | Thomas (13e), essai de pénalité (63e)                                                                        | 5e     | 16 934 |
| Samedi 30 septembre 2017   | 6e journée de Top 14    | Lyon OU               | Dom. | 17 - 20 | Lauret (9e), Imhoff (57e)                                                                                    | 7e     | 6 398  |
| Dimanche 8 octobre 2017    | 7e journée de Top 14    | Stade rochelais       | Ext. | 16 - 6  | Aucun essai                                                                                                  | 8e     | 16 000 |
| Samedi 14 octobre 2017     | 1re journée d'ERCC1     | Leicester Tigers      | Dom. | 22 - 18 | Nakarawa (17e), Le Roux (23e), Thomas (28e)                                                                  | 1er    | 9 333  |
| Samedi 21 octobre 2017     | 2e journée d'ERCC1      | Munster               | Ext. | 14 - 7  | Nakarawa (75e)                                                                                               | 3e     | 22 054 |
| Samedi 28 octobre 2017     | 8e journée de Top 14    | Union Bordeaux Bègles | Dom. | 29 - 13 | Thomas (25e), Chat (48e, 65e), Maka (54e)                                                                    | 7e     | 6 488  |
| Samedi 4 novembre 2017     | 9e journée de Top 14    | Section paloise       | Dom. | 23 - 20 | Nakarawa (37e), Andreu (78e)                                                                                 | 6e     | 6 000  |
| Dimanche 19 novembre 2017  | 10e journée de Top 14   | RC Toulon             | Ext. | 29 - 40 | Dulin (17e), Andreu (57e), Nyanga (61e), Dupichot (80e)                                                      | 4e     | 13 500 |
| Dimanche 26 novembre 2017  | 11e journée de Top 14   | Montpellier HR        | Dom. | 26 - 0  | Vulivuli (30e), Dulin (46e), Imhoff (63e)                                                                    | 4e     | 6 500  |
| Dimanche 3 décembre 2017   | 12e journée de Top 14   | Stade français Paris  | Ext. | 27 - 17 | Fa'aso'o (35e), Dulin (62e)                                                                                  | 4e     | 13 064 |
| Samedi 9 décembre 2017     | 3e journée d'ERCC1      | Castres olympique     | Ext. | 16 - 13 | Maka (50e)                                                                                                   | 4e     | 8 538  |
| Samedi 16 décembre 2017    | 4e journée d'ERCC1      | Castres olympique     | Dom. | 29 - 7  | Nakarawa (4e), Vakatawa (14e), Dupichot (59e, 67e)                                                           | 2e     | 9 067  |
| Vendredi 22 décembre 2017  | 13e journée de Top 14   | Stade toulousain      | Dom. | 23 - 19 | Lauret (10e), Vakatawa (15e)                                                                                 | 4e     | 29 347 |
| Samedi 30 décembre 2017    | 14e journée de Top 14   | US Oyonnax            | Ext. | 12 - 16 | Andreu (59e)                                                                                                 | 4e     | 7 955  |
| Samedi 6 janvier 2018      | 15e journée de Top 14   | ASM Clermont          | Dom. | 58 - 6  | Nakarawa (2e), Vakatawa (10e, 63e), Chat (44e), Szarzewski (53e), Thomas (55e), Lauret (58e), Chavancy (71e) | 3e     | 19 263 |
| Dimanche 14 janvier 2018   | 5e journée d'ERCC1      | Munster               | Dom. | 34 - 30 | Nyanga (3e), Andreu (43e), Szarzewski (65e)                                                                  | 2e     | 16 155 |
| Dimanche 21 janvier 2018   | 6e journée d'ERCC1      | Leicester Tigers      | Ext. | 20 - 23 | Chavancy (6e), Machenaud (11e)                                                                               | 2e     | 18 165 |
| Samedi 27 janvier 2018     | 16e journée de Top 14   | Castres olympique     | Ext. | 13-18   | Imhoff (20e, 49e)                                                                                            | 3e     | 9 525  |
| Dimanche 18 février 2018   | 17e journée de Top 14   | Stade rochelais       | Dom. | 19-12   | Nyanga (18e), Imhoff (28e), Lambie (36e)                                                                     | 2e     | 21 136 |
| Samedi 24 février 2018     | 18e journée de Top 14   | Section paloise       | Ext. | 24 - 15 | Andreu (67e), Chauveau (74e)                                                                                 | 2e     | 15 000 |
| Samedi 3 mars 2018         | 19e journée de Top 14   | CA Brive              | Dom. | 17-13   | Dulin (9e), Andreu (12e)                                                                                     | 2e     | 13 135 |
| Samedi 10 mars 2018        | 20e journée de Top 14   | Montpellier HR        | Ext. | 41 - 3  | Aucun essai                                                                                                  | 2e     | 11 221 |
| Samedi 17 mars 2018        | 21e journée de Top 14   | Stade français Paris  | Dom. | 28-22   | Palu (15e), Thomas (55e, 59e),Andreu (71e)                                                                   | 2e     | 20 063 |
| Samedi 24 mars 2018        | 22e journée de Top 14   | Lyon OU               | Ext. | 22-24   | Chouzenoux (48e), Lambie (67e)                                                                               | 2e     | 12 724 |
| Dimanche 1er avril 2018    | Quart de finale d'ERCC1 | ASM Clermont          | Ext. | 17-28   | Nakarawa (25e),Andreu (64e),Palu (66e)                                                                       |        | 18 598 |
| Dimanche 8 avril 2018      | 23e journée de Top 14   | RC Toulon             | Dom. | 17-13   | Vakatawa (24e, 42e)                                                                                          | 2e     | 25 000 |
| Dimanche 15 avril 2018     | 24e journée de Top 14   | Stade toulousain      | Ext. | 42 - 27 | Szarzewski (67e),Imhoff (70e),Rokocoko (78e)                                                                 | 3e     | 18 838 |
| Dimanche 22 avril 2018     | Demi-finale d'ERCC1     | Munster               | Dom. | 27 - 22 | Thomas (4e, 17e), Machenaud (21e)                                                                            |        | 24 571 |
| Dimanche 29 avril 2018     | 25e journée de Top 14   | Union Bordeaux Bègles | Ext. | 15 - 39 | Dupichot (47e), Imhoff (59e, 71e), Thomas (65e), Nawarawa (79e)                                              | 2e     | 18 251 |
| Samedi 5 mai 2018          | 26e journée de Top 14   | SU Agen               | Dom. | 42 - 13 | Avei (7e), Carizza (24e), Imhoff (29e, 45e), Maka (40e), Fa'aso'o (66e)                                      | 2e     | 7 556  |
| Samedi 12 mai 2018         | Finale d'ERCC1          | Leinster              | Ext  | 15 - 12 | Aucun essai                                                                                                  |        | 52 282 |
| Samedi 26 mai 2018         | Demi-finale de Top 14   | Castres Olympique     | Ext  | 19 - 14 | Imhoff (19e), Dupichot (25e)                                                                                 |        | 56 272 |

Avec 18 victoires, 0 nul et 8 défaites, le Racing 92 se classe 2e après la 26e journée de la phase régulière et se qualifie directement pour les demi finales.
| Rang | Club                  | J  | V  | N | D  | Bo | Bd | Pm  | Pe  | Diff | Pts |
| ---- | --------------------- | -- | -- | - | -- | -- | -- | --- | --- | ---- | --- |
| 1    | Montpellier HR        | 26 | 17 | 0 | 9  | 12 | 1  | 752 | 559 | +193 | 81  |
| 2    | Racing 92             | 26 | 18 | 0 | 8  | 5  | 3  | 622 | 478 | +144 | 80  |
| 3    | Stade toulousain      | 26 | 16 | 1 | 9  | 4  | 4  | 719 | 595 | +124 | 74  |
| 4    | RC Toulon             | 26 | 14 | 0 | 12 | 9  | 8  | 766 | 507 | +259 | 73  |
| 5    | Lyon OU               | 26 | 15 | 0 | 11 | 7  | 3  | 689 | 541 | +148 | 70  |
| 6    | Castres olympique     | 26 | 15 | 0 | 11 | 4  | 5  | 638 | 624 | +14  | 69  |
| 7    | Stade rochelais       | 26 | 14 | 1 | 11 | 6  | 3  | 686 | 531 | +155 | 67  |
| 8    | Section paloise       | 26 | 15 | 0 | 11 | 2  | 4  | 590 | 584 | +6   | 66  |
| 9    | ASM Clermont (T)      | 26 | 11 | 1 | 14 | 4  | 4  | 629 | 687 | -58  | 54  |
| 10   | Union Bordeaux Bègles | 26 | 10 | 1 | 15 | 2  | 4  | 557 | 623 | -66  | 48  |
| 11   | SU Agen (P)           | 26 | 10 | 0 | 16 | 2  | 4  | 537 | 757 | -220 | 46  |
| 12   | Stade français Paris  | 26 | 9  | 0 | 17 | 2  | 4  | 540 | 740 | -200 | 42  |
| 13   | Oyonnax Rugby (P)     | 26 | 7  | 3 | 16 | 1  | 4  | 566 | 824 | -258 | 39  |
| 14   | CA Brive              | 26 | 7  | 1 | 18 | 1  | 5  | 485 | 726 | -241 | 36  |

Coupe d'Europe
| Rang | Équipe            | J | V | N | D | Em | Ee | Bo | Bd | Pm  | Pe  | Diff | Pts |
| ---- | ----------------- | - | - | - | - | -- | -- | -- | -- | --- | --- | ---- | --- |
| 1    | Munster           | 6 | 4 | 1 | 1 | 18 | 8  | 2  | 1  | 167 | 87  | +80  | 21  |
| 2    | Racing 92         | 6 | 4 | 0 | 2 | 14 | 10 | 1  | 2  | 128 | 105 | +23  | 19  |
| 3    | Castres olympique | 6 | 2 | 1 | 3 | 13 | 20 | 2  | 0  | 111 | 161 | -50  | 12  |
| 4    | Leicester Tigers  | 6 | 1 | 0 | 5 | 12 | 19 | 1  | 2  | 118 | 171 | -53  | 7   |

Au terme de la phase de poules de la Coupe d'Europe, le Racing se classe 2e. Ce qui lui permet de se qualifier pour la phase finale en tant que deuxième meilleur second.

## Phase finale du Championnat de France

### Demi-finale
| Samedi 26 mai 2018 16 h 45 | Racing 92 | 14 - 19 (14 - 16) | Castres olympique | Groupama Stadium, Décines-Charpieu 56 272 spectateurs Arbitre : Alexandre Ruiz |
| Samedi 26 mai 2018 16 h 45 | Essai(s) : 2 Imhoff (19e), Dupichot (25e) Transformation(s) : 2 Iribaren (19e, 25e) Carton(s) jaune(s) : 1 Tameifuna (40e) |                   | Essai(s) : 1 Vaipulu (8e) Transformation(s) : 1 Urdapilleta (8e) Pénalité(s) : 4 Urdapilleta (11e, 33e, 40e, 64e) Carton(s) jaune(s) : 1 Dumora (66e) | Groupama Stadium, Décines-Charpieu 56 272 spectateurs Arbitre : Alexandre Ruiz |
| Samedi 26 mai 2018 16 h 45 | |                   | | Groupama Stadium, Décines-Charpieu 56 272 spectateurs Arbitre : Alexandre Ruiz |

## Phase finale de Coupe d'Europe

### Quart de finale
| 1er avril 2018 14 h 00 | ASM Clermont                                                       | 17 - 28 (14 - 13) | Racing 92 | Stade Marcel-Michelin, Clermont-Ferrand 18 598 spectateurs Arbitre : Wayne Barnes |
| 1er avril 2018 14 h 00 | Essai(s) : 1 Betham (33e) Pénalité(s) : 4 Parra (5e, 9e, 17e, 44e) |                   | Essai(s) : 3 Nakarawa (24e), Andreu (63e), Palu (65e) Transformation(s) : 2 Machenaud (24e, 63e) Pénalité(s) : 3 Machenaud (31e, 40e+3, 41e) | Stade Marcel-Michelin, Clermont-Ferrand 18 598 spectateurs Arbitre : Wayne Barnes |
| 1er avril 2018 14 h 00 |                                                                    |                   | | Stade Marcel-Michelin, Clermont-Ferrand 18 598 spectateurs Arbitre : Wayne Barnes |

### Demi-finale
| 22 avril 2018 16 h 15 | Racing 92 | 27 - 22 (24 - 3) | Munster | Stade Chaban-Delmas, Bordeaux 24 571 spectateurs Arbitre : JP Doyle |
| 22 avril 2018 16 h 15 | Essai(s) : 3 Thomas (4e, 17e), Machenaud (21e) Transformation(s) : 3 Machenaud (6e, 19e, 23e) Pénalité(s) : 2 Machenaud (25e, 42e) Carton(s) jaune(s) : 1 Andreu (62e) |                  | Essai(s) : 3 Zebo (62e), Marshall (75e), Conway (80e) Transformation(s) : 2 Hanrahan (76e, 80e+1) Pénalité(s) : 1 Keatley (16e) | Stade Chaban-Delmas, Bordeaux 24 571 spectateurs Arbitre : JP Doyle |
| 22 avril 2018 16 h 15 | |                  | | Stade Chaban-Delmas, Bordeaux 24 571 spectateurs Arbitre : JP Doyle |

### Finale
| 12 mai 2018 17 h 45 | Leinster                                                  | 15 - 12 (6 - 6) | Racing 92                                    | Stade San Mamés, Bilbao Arbitre : Wayne Barnes |
| 12 mai 2018 17 h 45 | Pénalité(s) : 5 Sexton (17e, 39e, 54e), Nacewa (74e, 79e) |                 | Pénalité(s) : 4 Iribaren (4e, 22e, 45e, 71e) | Stade San Mamés, Bilbao Arbitre : Wayne Barnes |
| 12 mai 2018 17 h 45 |                                                           |                 |                                              | Stade San Mamés, Bilbao Arbitre : Wayne Barnes |

## Statistiques

### Championnat de France
Meilleurs réalisateurs
| Rang | Joueur           | Poste            | Points | Essais | Transf. | Pén. | Drops |
| ---- | ---------------- | ---------------- | ------ | ------ | ------- | ---- | ----- |
| 1    | Teddy Iribaren   | Demi de mêlée    | 64     | 0      | 8       | 16   | 0     |
| 2    | Maxime Machenaud | Demi de mêlée    | 63     | 0      | 12      | 13   | 0     |
| 3    | Patrick Lambie   | Demi d'ouverture | 60     | 2      | 10      | 10   | 0     |

Meilleurs marqueurs
| Rang | Joueur          | Poste   | Essais |
| ---- | --------------- | ------- | ------ |
| 1    | Juan Imhoff     | Ailier  | 9      |
| 2    | Marc Andreu     | Ailier  | 7      |
| -    | Teddy Thomas    | Ailier  | 7      |
| -    | Virimi Vakatawa | Ailier  | 7      |
| 5    | Brice Dulin     | Arrière | 5      |

### Coupe d'Europe
Meilleurs réalisateurs
| Rang | Joueur           | Poste          | Points | Essais | Transf. | Pén. | Drops |
| ---- | ---------------- | -------------- | ------ | ------ | ------- | ---- | ----- |
| 1    | Maxime Machenaud | Demi de mêlée  | 85     | 2      | 12      | 17   | 0     |
| 2    | Leone Nakarawa   | Deuxième ligne | 20     | 4      | 0       | 0    | 0     |
| 3    | Teddy Thomas     | Ailier         | 15     | 3      | 0       | 0    | 0     |

Meilleurs marqueurs
| Rang | Joueur           | Poste          | Essais |
| ---- | ---------------- | -------------- | ------ |
| 1    | Leone Nakarawa   | Deuxième ligne | 4      |
| 2    | Teddy Thomas     | Ailier         | 3      |
| 3    | Marc Andreu      | Ailier         | 2      |
| 4    | Louis Dupichot   | Arrière        | 2      |
| 5    | Maxime Machenaud | Demi de mêlée  | 2      |

### Affluence des matchs à domicile
Affluence du Racing 92 à domicile.